# Vapeurs de la nuit
 (mars 2017).
- Si vous ne connaissez pas le sujet, laissez ce bandeau (vous pouvez alors contacter les auteurs).
- Si vous supprimez le contenu mis en cause (vous pouvez préalablement contacter les auteurs),

argumentez précisément cette suppression dans la page de discussion
(un manque de référence n'est pas un argument ; une recherche réelle de référence doit avoir été effectuée, être formellement documentée).
 (mars 2017).
Les Vapeurs de la nuit (aussi nomée Ann Anaonn, ombres des marais, légende de Cornuaille) est un titre qui peut faire référence à deux tableaux homonymes du peintre breton Yan' Dargent: une peinture à l'huile exposée au Salon de Paris en 1863 et est actuellement au musée des Beaux-Arts de Quimper. L'outre, une peinture réalisée en ca. 1896, dans les dernières années de la vie de l'artiste, est exposée au musée des Beaux-Arts de Lyon.

## Contexte de l’œuvre
En France, au XIXe siècle, des historiens romantiques ont collecté et publié des chants populaires. Parmi ceux-là, des chants bretons appelés gwérziou. Dans ces chants, la justice terrestre est considérée comme inefficace et la justice divine est présentée comme justice véritable, exercée parfois avec l’aide des défunts eux-mêmes. Yan' Dargent s'inscrit dans ce contexte socio-historique. L’œuvre a pour thème l'Anaon (l'âme des morts en breton), issu de la tradition orale des gwérziou.
L’œuvre Les Vapeurs de la nuit  illustre cette critique, dans les gwérziou, de la justice, en opposition au positivisme. La mise en scène des âmes dans ce tableau semble rappeler que, dans la mort, elles seront confrontées à la justice divine qui rétablit l’ordre et l’équité. L'originalité de la tradition bretonne réside dans le dialogue entre défunts et vivants.

## Critiques descriptives
« Des ombres grises montent vers le ciel, ombres de fièvre, ombres de cauchemar, et tout le paysage autour d’elles est lourd et sinistre » (Jean Tribaldy, La Dépêche de Brest, 6 mai 1896).
« Cette toile présente une gamme de tons très douce ; les ombres des formes blanches vaporeuses s’élèvent des marais, comme une brume, pendant que l’astre des nuits jette sur le paysage une lumineuse clarté ; le sujet est traité dans cette note poétique que le vieux peintre breton, si connu dans notre région, sait mettre dans tous les sujets sur lesquels il tombe » (Eugène Hoffman, Le Publicateur des Côtes-du-Nord, 14 juin 1896).

## Analyse du tableau et interprétation philosophique

### Analyse à partir de la tradition bretonne et dusymbolisme

#### La mort dans la légende celtique et bretonne
Cette œuvre représente les Anaon (les âmes des morts en breton), très présentes dans la vie et l'imaginaire des Bretons du XIX{{refinc|. L'Anaon représente le peuple immense des âmes en peine et en pénitence.
Dans l'année, il y a trois périodes où tous les morts de chaque région se donnent rendez-vous : à la veille de Noël, à la nuit de la Saint-Jean, et le soir de la Toussaint. Le soir de la Toussaint, veille de la fête des Morts, les défunts viennent tous visiter les vivants. « Les membres de la société des morts, appelée Anaon, habitent le cimetière et y vivent réellement, conservant leurs caractères, leurs sympathies et leurs aversions pour d’autres morts. C’est le cas pour des vivants également, lorsqu’ils les aident ou les harcèlent selon la nature des sentiments qu’ils leur portent. Ils ouvrent les yeux à minuit et peuvent revenir dans leur village pour voir leur maison et observer leurs parents, mais pas pour les effrayer ni leur demander quoi que ce soit – l’idée de péché à racheter étant ici totalement absente de la vision de l’après-monde ».

#### L’étoile polaire ou la justice divine
En haut à gauche du tableau, il y a une étoile brillante vers laquelle se ruent les âmes des morts. Il s'agirait de l'étoile polaire puisqu'elle est très lumineuse. C'est une symbolique qui permet de mieux comprendre le tableau de Yan Dargent.
L'étoile polaire joue dans la symbolique universelle un rôle privilégié, celui de « centre absolu autour duquel, éternellement, pivote le firmament ». Ce pôle céleste symbolise le centre auquel tout se réfère, le Principe d’où tout émane, le Moteur qui meut tout et le chef autour duquel gravitent les astres comme une cour autour de son roi.
L'étoile polaire est définie plus précisément comme « par excellence le trône de Dieu. De là-haut, il voit tout, surveille tout, commande tout, intervient, récompense ou châtie, donnant loi et destin au monde céleste dont le terrestre n’est que la réplique ».
Ces deux définitions permettent donc de comprendre la ruée des âmes vers l’étoile polaire. L'étoile est un point lumineux, la Lumière vers laquelle ces âmes tendent désespérément en vue d’une rédemption, comme l’illustrent les positions des corps : bras tendus, corps entassés, visages tournés vers le ciel. Toutefois, sa petitesse traduit son éloignement et pourrait matérialiser une impossibilité pour ces âmes damnées d’atteindre la Lumière, la Pureté divine malgré leurs efforts. Le châtiment semble donc inévitable et éternel.

### Analyse à partir des influences littéraires

#### La dimension active et passionnelle des âmes
Les âmes sont de forme anthropomorphique et semblent conserver des passions humaines. Yan' Dargent, contemporain de Gustave Doré, a notamment illustré les écrits de Dante qui traitent de ces passions humaines,. Dans ce tableau, les âmes sont en pénitence sur terre, elles continuent de vivre et d'agir comme des vivants et ont une dimension active.
Trois analyses du tableau semblent intéressantes pour illustrer ce propos :
En bas à gauche est représenté un couple qui s’embrasse et s’enlace. Cela suppose que le désir charnel ou l’amour restent possibles pour les âmes défuntes. De plus, un homme s’apprête à poignarder l’un d’eux. La passion qu’est la haine continue donc à habiter cette âme pourtant morte. Amour et haine sont encore présents chez ce peuple d’âmes en pénitence.
Au premier plan, aux pieds du couple, un corps ensanglanté semble plongé dans l’eau. La mort peut être donnée chez ces âmes défuntes ; le crime peut être commis. Les âmes ne sont pas immortelles, mais possiblement mortelles, comme les hommes, et peuvent subir les conséquences mortelles d’une passion humaine telle que la haine.
Enfin, à droite du tableau, quatre êtres démoniaques semblent se jouer des âmes défuntes. Cela suppose donc que ces dernières ressentent de la peur.
De plus, l’être démoniaque du milieu, tient dans ses bras une âme de femme (la courbe d’un sein est visible) et semble la séduire. Les âmes défuntes peuvent donc tomber sous le charme, voire souffrir d’une séduction ici démoniaque.